# 斯丹尼斯劳斯·济维齐
斯丹尼斯劳斯·若望·濟維齊（波蘭語：Stanisław Jan Dziwisz；1939年4月27日—）是波蘭籍天主教司鐸級樞機，克拉科夫總教區榮休總主教和教宗府榮休代理總監及教宗若望·保祿二世的私人秘書。

## 生平
濟維齊于1939年4月27日在波蘭第二共和國東南部的小波蘭省出生。二戰期間，他的家人曾在家中收藏一名猶太人。當他九歲的時候，他的父親被火車事故中死亡。隨後他進入克拉科夫大修院學習哲學和神學。他於1963年6月23日在克拉科夫總教區由嘉祿·若瑟·沃伊蒂瓦樞機晉鐸。及後，他成為了教宗若望·保祿二世的私人秘書，直至他去世。
1998年3月19日由時任教宗若望·保祿二世晉牧，並出任教宗府榮休代理總監，領聖萊昂內領銜教區主教銜。2005年6月3日，由於方濟各·馬哈爾斯基樞機榮休，因此濟維齊接替出任克拉科夫總教區正權總主教。並在同年8月27日就任。
2006年3月24日被時任教宗本篤十六世冊封為司鐸級樞機，領人民聖母堂區司鐸銜。他於2016年12月8日辭去克拉科夫總教區總主教一職並獲教宗方濟各批准，總主教一職由瑪爾谷·延德拉謝夫斯基接任。

## 牧徽

斯丹尼斯劳斯·濟維齊樞機牧徽